# Cylindrolaimus bambus
Cylindrolaimus bambus is een rondwormensoort uit de familie van de Diplopeltidae. De wetenschappelijke naam van de soort is voor het eerst geldig gepubliceerd in 1968 door Andrássy.